# بازار قزوین
مجموعه بازار قزوین یکی از مکان‌های شهر قزوین است. پیشینه بازار در قزوین به یک‌هزار سال می‌رسد و با گذشت زمان این بازار تا دوره صفوی رشد می‌کند و در این دوره با انتخاب قزوین به‌عنوان پایتخت ایران و پس از آن با ساخت طرح‌های قابل توجهی در دورهٔ قاجار مانند کاروان‌سرای سعدالسلطنه در همجواری بازار به علت قرار گرفتن شهر قزوین در محور ارتباطی پایتخت به‌غرب و شمال ایران ارزش فوق‌العاده‌ای به‌آن داده می‌شود. ولی مجموعه بازار کنونی به دوره صفویه نسبت داده می‌شود و قسمت اعظم بناهای کنونی آن در دوران قاجار ساخته شده است. به نقل از خبرگزاری جمهوری اسلامی ایران، «معماری بازار قزوین در زمان صفوی شکل گرفته و معماری بازارهای اصفهان، شیراز نیز به همان دوره برمی‌گردد، این بازار در طول ۹ قرن یک جابجایی از جنوب به شمال داشته بطوری که در این جابجایی مسجد جامع کاملاً از بافت بازار جدا شده است و هم‌اکنون ارتباطی بین بازار و مسجد جامع مشاهده نمی‌شود.»
در دوره صفویه محیط بازارها وسعت یافته‌اند و هر بازار به صنفی خاص تعلق داشته است. در گذر هر کدام از این بازارها، مسجد، حمام، سراها، تیمچه‌ها و قیصریه‌های وجود دارد که از این میان، تیمچه‌ها مرکز تجارت و قیصریه محل صنعتگران بوده است. بازار قیصریه قزوین با تاقهای آجری و ارتفاع بسیار زیاد، بخش‌هایی از بازار قزوین است که دارای چهار دروازه بوده و هنوز آثار آن به جای مانده است. درب شمالی به تیمچهٔ سرباز، درب جنوبی به تیمچهٔ سر پوشیده، درب شرقی به سرای وزیر و درب غربی به چهارسوق کوچکی متصل می‌شود.
مهم‌ترین فضاهای بازار قزوین عبارت اند از: مسجدالنبی (مسجد شاه)، کاروان‌سرای سعدالسلطنه، کاروان‌سرای وزیر، سرای حاج رضا، سرای رضوی (سرای شاه)، تیمچه‌های روباز و سرپوشیده از جمله درویش مهدی، حاج محمد تقی و راستهٔ قیصریه.